# Antephrys
Antephrys là một chi bướm ngày thuộc họ Lycaenidae.